# Takydromus khasiensis
Takydromus khasiensis är en ödleart som beskrevs av  George Albert Boulenger 1917. Takydromus khasiensis ingår i släktet Takydromus och familjen lacertider. Inga underarter finns listade i Catalogue of Life.
Denna ödla förekommer i Indien i delstater Assam och Sikkim samt i angränsande regioner av Myanmar och Bangladesh. Honor lägger ägg. Artepitet i det vetenskapliga namnet syftar på Khasibergen där de första exemplaren upptäcktes. Populationen infogas ibland som underart i Takydromus sexlineatus.